# Moyuka Uchijima
Moyuka Uchijima (japanisch 内島 萌夏 Uchijima Moyuka; * 11. August 2001 in Kuala Lumpur, Malaysia) ist eine japanische Tennisspielerin.

## Karriere
Uchijima begann mit neun Jahren das Tennisspielen und bevorzugt Hartplätze. Sie spielt vor allem auf der ITF Women’s World Tennis Tour, wo sie bislang 13 Titel im Einzel und 11 im Doppel gewinnen konnte.
Ihr Debüt im Hauptfeld eines WTA-Turniers gab sie im Jahr 2018 bei der Toray Pan Pacific Open 2018, wo sie im Doppel als Wildcard-Spielerin an der Seite von Erina Hayashi jedoch in der ersten Runde gegen die Topgesetzten Andrea Sestini Hlaváčková und Barbora Strýcová unterlag.

## Turniersiege

### Einzel
| Nr. | Datum             | Turnier     | Kategorie | Belag             | Finalgegnerin          | Ergebnis      |
| --- | ----------------- | ----------- | --------- | ----------------- | ---------------------- | ------------- |
| 1.  | 20. Oktober 2019  | Hua Hin     | ITF W15   | Hartplatz         | Mananchaya Sawangkaew  | 6:2, 6:4      |
| 2.  | 29. August 2021   | Monastir    | ITF W15   | Hartplatz         | Jenna DeFalco          | 7:5, 6:2      |
| 3.  | 5. September 2021 | Monastir    | ITF W15   | Hartplatz         | Ingrid Gamarra Martins | 6:1, 6:4      |
| 4.  | 25. Dezember 2021 | Pune        | ITF W25   | Hartplatz         | Diāna Marcinkēviča     | 6:2, 7:5      |
| 5.  | 20. Februar 2022  | Porto       | ITF W25   | Hartplatz (Halle) | Léolia Jeanjean        | 6:3, 6:1      |
| 6.  | 27. März 2022     | Canberra    | ITF W60   | Sand              | Olivia Gadecki         | 6:2, 6:2      |
| 7.  | 24. Juli 2022     | Nur-Sultan  | ITF W60   | Sand              | Natalija Stevanović    | 6:3, 7:62     |
| 8.  | 31. Dezember 2023 | Navi Mumbai | ITF W40   | Hartplatz         | Jekaterina Makarowa    | 6:4, 6:1      |
| 9.  | 28. Januar 2024   | Pune        | ITF W50   | Hartplatz         | Tina Nadine Smith      | 6:4, 6:0      |
| 10. | 14. April 2024    | Saragossa   | ITF W100  | Sand              | Jéssica Bouzas Maneiro | 6:1, 6:2      |
| 11. | 5. Mai 2024       | Gifu        | ITF W100  | Hartplatz         | Arina Rodionova        | 6:3, 6:3      |
| 12. | 12. Mai 2024      | Trnava      | ITF W75   | Sand              | Mona Barthel           | 7:63, 6:3     |
| 13. | 19. Mai 2024      | Madrid      | ITF W100  | Sand              | Leyre Romero Gormaz    | 5:7, 6:4, 7:5 |

### Doppel
| Nr. | Datum             | Turnier     | Kategorie | Belag             | Partnerin             | Finalgegnerinnen                             | Ergebnis         |
| --- | ----------------- | ----------- | --------- | ----------------- | --------------------- | -------------------------------------------- | ---------------- |
| 1.  | 23. Februar 2019  | Kyōto       | ITF W60   | Hartplatz (Halle) | Eri Hozumi            | Chen Pei-hsuan Wu Fang-hsien                 | 6:4, 6:3         |
| 2.  | 15. Juni 2019     | Barcelona   | ITF W60   | Sand              | Kyōka Okamura         | Marina Bassols Ribera Yvonne Cavalle-Reimers | 7:67, 6:4        |
| 3.  | 23. Februar 2020  | Kyōto       | ITF W60   | Hartplatz (Halle) | Erina Hayashi         | Hsieh Yu-chieh Minori Yonehara               | 7:5, 5:7, [10:6] |
| 4.  | 5. September 2021 | Monastir    | ITF W15   | Hartplatz         | Ma Yexin              | Ingrid Gamarra Martins Jazmín Ortenzi        | 6:2, 2:6, [10:6] |
| 5.  | 26. November 2021 | St. Ulrich  | ITF W25   | Hartplatz (Halle) | Eudice Chong          | Susan Bandecchi Ylena In-Albon               | 6:2, 1:6, [10:5] |
| 6.  | 3. Dezember 2021  | Wolkenstein | ITF W25   | Hartplatz (Halle) | Eudice Chong          | Alicia Barnett Olivia Nicholls               | 6:2, 6:1         |
| 7.  | 25. März 2023     | Jakarta     | ITF W25   | Hartplatz         | Ma Yexin              | Luksika Kumkhum Peangtarn Plipuech           | 6:0, 6:2         |
| 8.  | 3. Juni 2023      | Brescia     | ITF W60   | Sand              | Mai Hontama           | Alena Fomina-Klotz Olivia Tjandramulia       | 6:1, 6:0         |
| 9.  | 10. Juni 2023     | Caserta     | ITF W60   | Sand              | Anastassija Tichonowa | Despina Papamichail Camilla Rosatello        | 6:4, 6:2         |
| 10. | 21. Oktober 2023  | Shenzhen    | ITF W100  | Hartplatz         | Kristina Mladenovic   | Tímea Babos Kateryna Wolodko                 | 6:2, 7:5         |
| 11. | 2. März 2024      | Trnava      | ITF W50   | Hartplatz (Halle) | Lulu Sun              | Weronika Falkowska Fanny Stollár             | 6:4, 7:63        |
| 12. | 3. November 2024  | Jiujiang    | WTA 250   | Hartplatz         | Guo Hanyu             | Katarzyna Piter Fanny Stollár                | 7:63, 7:5        |

## Abschneiden bei Grand-Slam-Turnieren

### Einzel
| Turnier         | 2022 | 2023 | 2024 | 2025 | Karriere |
| --------------- | ---- | ---- | ---- | ---- | -------- |
| Australian Open | —    | 1    | Q2   | 2    | 2        |
| French Open     | Q3   | Q3   | 2    | 1    | 2        |
| Wimbledon       | Q1   | Q2   | 1    | 1    | 1        |
| US Open         | Q3   | Q3   | 2    |      | 2        |

Zeichenerklärung: S = Turniersieg; F, HF, VF, AF = Einzug ins Finale / Halbfinale / Viertelfinale / Achtelfinale; 1, 2, 3 = Ausscheiden in der 1. / 2. / 3. Hauptrunde; Q1, Q2, Q3 = Ausscheiden in der 1. / 2. / 3. Qualifikationsrunde; nicht ausgetragen

### Damendoppel
| Turnier         | 2023 | 2024 | 2025 | Karriere |
| --------------- | ---- | ---- | ---- | -------- |
| Australian Open | 2    | —    | 1    | 2        |
| French Open     | —    | —    | 2    | 2        |
| Wimbledon       | —    | 1    | 1    | 1        |
| US Open         | —    | 1    |      | 1        |

## Persönliches
Moyuka Uchijima hat eine malaysische Mutter und einen japanischen Vater.